# Levín (Králův Dvůr)

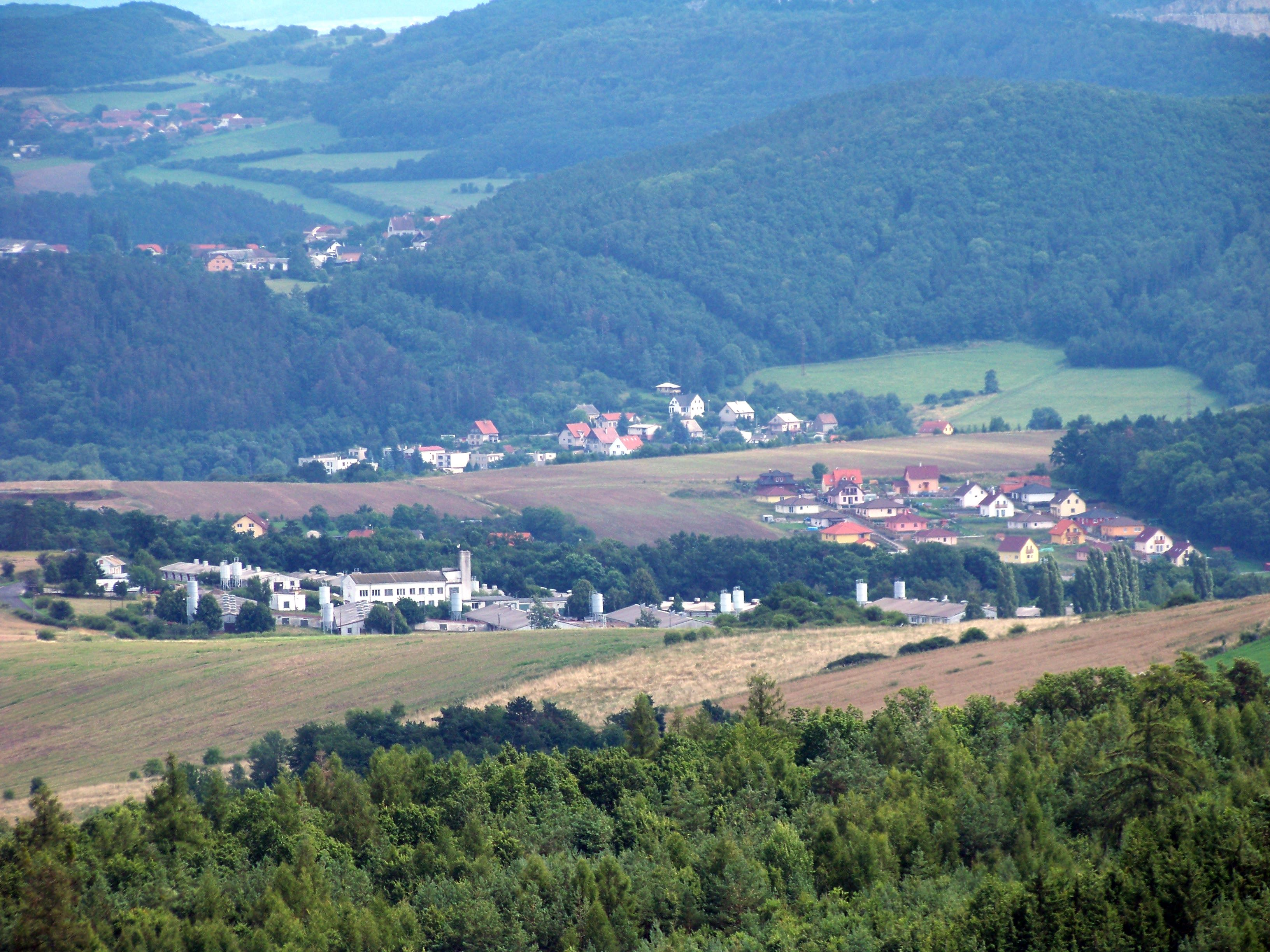
Blick von den Svatské skály auf Levín und Popovice

Levín (deutsch Lewin) ist ein Ortsteil der Stadt Králův Dvůr in Tschechien. Er liegt drei Kilometer nordöstlich von Zdice und gehört zum Okres Beroun.

## Geographie
Levín befindet sich linksseitig der Litavka in der Křivoklátská vrchovina. Das Dorf liegt in einem vom Bach Levínský potok gebildeten Seitental. Nördlich erhebt sich der Trubínský vrch (369 m), im Osten der Levínský vrch bzw. Lucberk (Lutzberg, 326 m), südöstlich die Koukolova hora (471 m), im Süden der Holý vrch (454 m), südwestlich der Kníhov (Knihow, 369 m) und der Plešívec (495 m), im Westen der Tkalce (Kotzeberg, 505 m), die Vraní skála (536 m), die Pravá hora (459 m) und der Hříbce (385 m) sowie nordwestlich die Dubová (455 m). Westlich von Levín erstreckt sich das Landschaftsschutzgebiet Křivoklátsko. Östlich des Dorfes verläuft am Ufer der Litavka die Autobahn D 5 zwischen Prag und Plzeň.
Nachbarorte sind Hudlice und Trubín im Norden, Počaply und Karlova Huť im Nordosten, Popovice und Křižatky im Osten, Amerika, Tmaň und Slavíky im Südosten, Lounín, Málkov, Lejškov, Chodouň und Mlýnský Ostrov im Süden, Zdice, V Hroudě und Knížkovice im Südwesten, Černín im Westen sowie Svatá im Nordwesten.

## Geschichte
Die erste schriftliche Erwähnung des Dorfes Levín erfolgte im Jahre 1391. Nachdem Georg Popel von Lobkowicz 1593 wegen einer Intrige gegen Kaiser Rudolf II. sämtliche seiner Güter verloren hatte, wurden die Herrschaften Točník, Zbiroh und Königshof zu einer Kameralherrschaft vereinigt, deren Hauptmann seinen Sitz im Schloss Zbiroh hatte. Im Jahre 1595 entstand in Karlshütten der erste Hochofen in Böhmen. Die Weiterverarbeitung des Eisens erfolgte in den Eisenhämmern von Popovice und dem Karlshütter Hammer. Die Bewohner von Levín waren zu Fuhrdiensten für die Eisenhütte in Karlshütten verpflichtet. Diese umfassten sowohl die Anfuhr von Holzkohle und von Eisenerz aus den Bergwerken von Svatá als auch die Abfuhr der Eisenwaren aus Karlshütten. Die Verwaltung und Erträge des Königshofer Anteils der Kameralherrschaft Zbirow wurden 1834 als k.k. Montan-Herrschaft bzw. Berg-Cameralherrschaft Königshof dem k.k. Montan-Aerar zugewiesen. Sie blieb dabei dem k.k. Oberamt Zbirow untergeordnet, erhielt jedoch einen Amtsverwalter.
Im Jahre 1846 bestand das an der Reichsstraße im Berauner Kreis gelegene Dorf Lewin aus 28 Häusern mit 262 Einwohnern. Im Ort gab es ein Wirtshaus. Bei Lewin wurde in vier Feldöfen Kalk gebrannt. Durch die Obrigkeit wurden am Lutzberg ein Kalksteinbruch und am Knihow ein Schleifsteinbruch betrieben. 18 Häuser des Dorfes waren nach Počapl, die anderen zehn nach Zditz eingepfarrt. Bis zur Mitte des 19. Jahrhunderts blieb das Dorf der k.k. Montan-Herrschaft Königshof untertänig.
Nach der Aufhebung der Patrimonialherrschaften bildete Levín / Lewin ab 1850 einen Ortsteil der Gemeinde Trubín im Gerichtsbezirk Beroun. Im Jahre 1860 kauften die Fürsten von Fürstenberg die Montan-Herrschaft Königshof und begannen mit dem Ausbau des Eisenhüttenwerkes Karlshütten, vom Eisenerzbergwerk Hrouda am Kotzeberg bei Zdice wurde eine Lorenseilbahnen zur Eisenhütte angelegt. 1868 wurde das Dorf dem Bezirk Hořowitz zugeordnet. Im Jahre 1881 löste sich Levín von Trubín los und bildete eine eigene Gemeinde. 1936 wurde die Gemeinde Levín dem Okres Beroun zugeordnet. 1972 wurde Levín nach Králův Dvůr eingemeindet. Am 1. Januar 1980 wurde das Dorf als Ortsteil Beroun-Levín nach Beroun eingemeindet. Mit dem Bau der Autobahn D 5 wurde das Dorf in den 1980er Jahren vom durchgehenden Fernverkehr entlastet. Am 24. November 1990 löste sich Levín von Beroun los und wurde wieder Teil des Městys Králův Dvůr. Im Jahre 1991 hatte das Dorf 132 Einwohner, beim Zensus von 2001 lebten in den 63 Wohnhäusern von Levín 152 Personen. Entlang der Staatsstraße II/605 entstand zwischen Levín und Počaply eine neue Wohnsiedlung.

## Ortsgliederung
Der Ortsteil Levín bildet zugleich den Katastralbezirk Levín u Berouna.

## Sehenswürdigkeiten
- Kapelle auf dem Dorfplatz